# Elternkarenz
Als Elternkarenz bezeichnet man in Österreich den arbeitsrechtlichen Anspruch auf Dienstfreistellung im Zusammenhang mit der Geburt eines Kindes. Auch Adoptiv- und Pflegeeltern haben Anspruch auf Elternkarenz.
Sowohl die Mutter als auch der Vater können die Karenz in Anspruch nehmen. Voraussetzung ist, dass sie mit dem Kind im gemeinsamen Haushalt leben. Es gibt auch die Möglichkeit zur Teilung der Karenz und (in eingeschränktem Ausmaß) zur überlappenden Inanspruchnahme.
Während der Elternkarenz stehen den dienstfreigestellten Arbeitnehmenden keine Bezüge zu. Finanzielle Unterstützungsleistungen während der Elternkarenz sind etwa Kinderbetreuungsgeld und Familienbeihilfe.

## Beginn und Dauer
Die Elternkarenz beginnt frühestens im Anschluss an das Beschäftigungsverbot der Mutter nach der Geburt des Kindes (Schutzfrist) und endet spätestens mit dem Ablauf des zweiten Lebensjahres des Kindes.
Die Karenz muss insgesamt mindestens zwei Monate dauern.

### Teilung der Karenz
Die Elternkarenz darf maximal zweimal geteilt werden, wobei jeder Teil mindestens zwei Monate dauern muss. Eine gleichzeitige Inanspruchnahme also Überschneidung ist nur im Zuge des ersten Wechsels und für die Dauer eines Monates zulässig.
Lässt sich der Vater im Zuge der Elternkarenz vom Dienst freistellen, spricht man auch von Väterkarenz.
Nicht zu verwechseln ist die Karenzierung eines Vaters mit der als „Papa-Monat“ bekannten Form der Dienstfreistellung während des Beschäftigungsverbots der Mutter. Diese Freistellung des Vaters ist zwar ebenfalls im Vater-Karenzgesetz geregelt, gilt aber grundsätzlich für den zweiten Elternteil, also bei gleichgeschlechtlichen Paaren auch für Frauen. Sie hat keine Auswirkung auf die Elternkarenz.

### Verhinderungskarenz
In Folge eines unvorhersehbaren und unabwendbaren Ereignisses, z. B. bei schwerer Erkrankung jenes Elternteiles, der sich gerade in Karenz befindet, kann der andere Elternteil eine Verhinderungskarenz in Anspruch nehmen. Dies ist auch dann möglich, wenn keine reguläre Elternkarenz geplant war oder der Anteil bereits konsumiert wurde.

## Rechtsgrundlage
Auf Elternkarenz gibt es in Österreich für viele Personengruppen einen Rechtsanspruch, das heißt eine Arbeitgeberin oder ein Arbeitgeber darf die Karenz nicht verweigern. Es gibt jedoch festgeschriebene Fristen zur Meldung der Karenz. Deren Einhaltung ist zu beachten. Keinen Anspruch auf Karenz haben u. a. Selbstständige, Studierende und freie Dienstnehmerinnen und Dienstnehmer.
Die rechtliche Grundlagen für die Elternkarenz sind:
- Mutterschutzgesetz (MSchG)[4]
- Väter-Karenzgesetz (VKG)[2]